# 세 자매 (1967년 드라마)
"세 자매"일본어: 三姉妹는 1967년 1월 1일부터 12월 24일까지 NHK에서 열린 다섯 번째 타이가 드라마이다.

## 방송
특이 사항이 없는 한 NHK 크로니클의 NHK 편성표 히스토리에서 확인.

## 방송 일시
| 방송 채널         | 방송일                               | 방송 시간 |
| ----------------- | ------------------------------------ | --------- |
| NHK 종합 텔레비전 | 휴일 (일) (본) 20시 15분 - 21시 00분 | 종료      |
| NHK 종합 텔레비전 | 주말 (토) 13시 25분 - 14시 10분      | 종료      |

## 총편
- 총집편 1 : 1967년 12월 30일 19시 20분 ~ 20시 59분
- 총집편 2 : 1967년 12월 31일 19시 30분 ~ 20시 50분

## 영상의 보존 현황
NHK는 제19화와 총집편 전편의 일부만이 현존하고 다른 화수는 현존하고 있지 않는 것으로 알려져있다. NHK 자료실에 게시되어있다.
2019년 3월에 현존하는 제19회 (43분), 총집편 전편의 일부 (21분) 제작 풍경 (음성 없음 8분)을수록 한 DVD가 발매되었다.